# Estrella de la Amistad de los Pueblos
La Estrella de la Amistad de los Pueblos (en alemán: Stern der Völkerfreundschaft) fue una condecoración de la República Democrática Alemana.
Fue establecida el 20 de agosto de 1959. Se otorgaba a quien hiciera contribuciones notables a la amistad entre la República Democrática Alemana y el exterior y a la preservación de la paz. La Estrella de la Amistad de los Pueblos tenía tres grados: Gran Estrella de la Amistad de los Pueblos, Estrella de la Amistad de los Pueblos en Oro y Estrella de la Amistad de los Pueblos en Plata.
La condecoración consistía en una medalla de oro (o plata en el tercer grado) con una estrella de cinco puntas que en su centro tenía el escudo nacional sobre el cual estaba la paloma de la paz de Pablo Picasso. El primer grado tenía además una banda (roja con los colores nacionales en los bordes) de la que pendía una miniatura de la medalla.

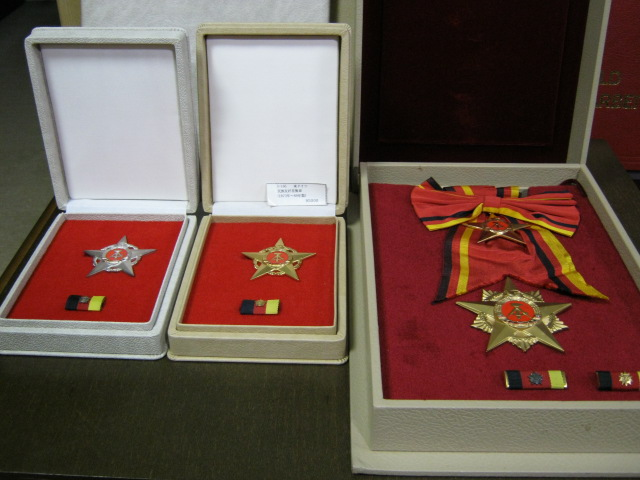
Foto de los tres grados de la condecoración.
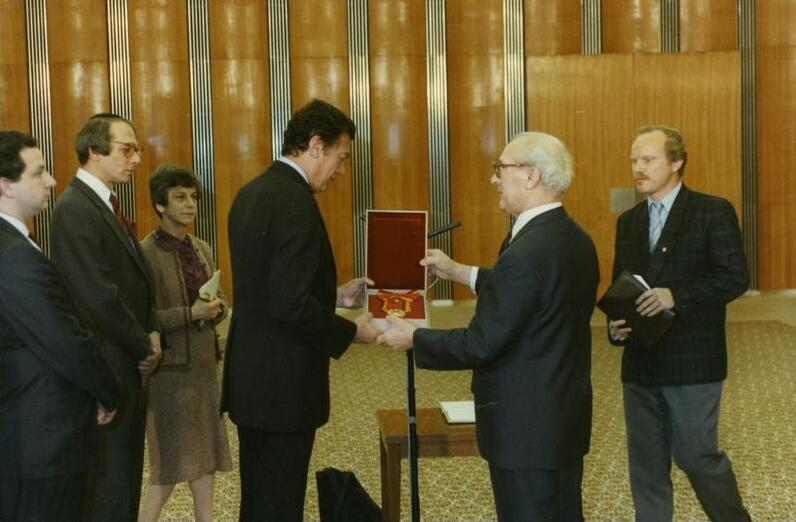
Edgar Bronfman recibe la condecoración de manos del Presidente Erich Honecker.